# Derthona Foot Ball Club 1922-1923
Questa pagina raccoglie i dati riguardanti il Derthona Foot Ball Club nelle competizioni ufficiali della stagione 1922-1923.

## Stagione
In questa stagione il Derthona, con 19 punti si è classificato in ottava posizione a pari merito con lo Spezia, ed essendo quattro le retrocessioni si è reso necessario un doppio spareggio per definire la retrocedente.
Il primo fu giocato a Genova il 1º luglio 1923 e finì 0-0 dopo prolungamento. Il secondo, giocato ancora a Genova l'8 luglio 1923, ha visto la vittoria per 3-2 dello Spezia condannando alla retrocessione i leroncelli.

## Rosa
| N. |                   | Ruolo | Calciatore        |
| -- | ----------------- | ----- | ----------------- |
|    | Italia (bandiera) | P     | Armando Gambuti   |
|    | Italia (bandiera) | D     | Marziano Barbieri |
|    | Italia (bandiera) | C     | Bisio             |
|    | Italia (bandiera) | D     | Erminio Gatti     |
|    | Italia (bandiera) | D     | Mario Rabaglio    |
|    | Italia (bandiera) | D     | Antonio Re        |
|    | Italia (bandiera) | C     | Pietro Bonelli    |
|    | Italia (bandiera) | C     | Onorato Bonzani   |

| N. |                   | Ruolo | Calciatore       |
| -- | ----------------- | ----- | ---------------- |
|    | Italia (bandiera) | C     | Carlo Crotti     |
|    | Italia (bandiera) | C     | Guido Gaviglio   |
|    | Italia (bandiera) | C     | Aleandro Lotti   |
|    | Italia (bandiera) | C     | Osvaldo Salamina |
|    | Italia (bandiera) | A     | Armando Bellolio |
|    | Italia (bandiera) | A     | Carlo Gianelli   |
|    | Italia (bandiera) | A     | Natale Loiacono  |

## Risultati

### Prima Divisione

#### Girone B

##### Girone di andata
| Arbitro: | Tradico (Milano) |

|            |           |                               |
| Crotti 41’ | Marcatori | 75’ (aut.) Gambuti 83’ Blando |

| Arbitro: | Enrietti (Torino) |

|                                               |           |                |
| Bellolio 17’ Lojacono 32’ (rig.) Gianelli 50’ | Marcatori | 8’ Ronchetti I |

| Arbitro: | Crivelli (Milano) |

|          |           |                      |
| Raso 75’ | Marcatori | 77’ (aut.) Allemandi |

| Arbitro: | Gera (Torino) |

|            |           |                                               |
| Crotti 42’ | Marcatori | 9’ Catto 20’ (rig.) De Vecchi 35’ Bergamino I |

| Tortona 12 novembre 1922 5ª giornata | Derthona            | 0 – 0 | Milan | Campo Fornaci\| Arbitro: \| Bertazzoni (Modena) \| |
| Arbitro:                             | Bertazzoni (Modena) |       |       |                                                    |

| Arbitro: | Muttoni (Treviglio) |

|                         |           |  |
| Bonzio 29’ Ardigò I 52’ | Marcatori |  |

| Arbitro: | Vagge (Genova) |

|             |           |            |
| Bonzani 59’ | Marcatori | 40’ Rubini |

| Arbitro: | Gama jr. (Milano) |

|             |           |                        |
| Bellotto 1’ | Marcatori | 40’ Crotti 70’ Bonzani |

| Arbitro: | Zennaro (Genova) |

|                             |           |           |
| Bonzani 56’, 88’ Crotti 75’ | Marcatori | 55’ Bullè |

| Arbitro: | Zennaro (Genova) |

|                |           |  |
| Vecchina I 25’ | Marcatori |  |

| Arbitro: | Tradico (Milano) |

|  |           |               |
|  | Marcatori | 16’ Conenna I |

##### Girone di ritorno
| Arbitro: | Zennaro (Genova) |

|                    |           |  |
| Blando Beccuti 45’ | Marcatori |  |

| Arbitro: | Gera (Torino) |

|  |           |                                           |
|  | Marcatori | 53’ Crotti 65’, 79’ Gianelli 84’ Salamina |

| Arbitro: | Canestrini (Novara) |

|              |           |          |
| Bellolio 65’ | Marcatori | 40’ Tosi |

| Arbitro: | Vota (Torino) |

|                                     |           |              |
| Neri I 10’, 39’ Catto 28’ Sardi 70’ | Marcatori | 85’ Bellolio |

| Arbitro: | Olivari (Genova) |

|               |           |            |
| Soldera I 55’ | Marcatori | 12’ Crotti |

| Arbitro: | A.Gama (Milano) |

|  |           |                   |
|  | Marcatori | 69’, 73’ Bodini I |

| Arbitro: | Germani (Padova) |

|                     |           |                                |
| Rubini 3’ Pozzi 69’ | Marcatori | 84’ (rig.) Salamina 87’ Crotti |

| Arbitro: | ?.Crivelli (Milano) |

|                                               |           |  |
| Crotti 7’, 85’ Bellolio 47’, 63’ Gianelli 71’ | Marcatori |  |

| Arbitro: | ?.Crivelli (Milano) |

|                                              |           |                     |
| Robotti 21’ (rig.) Bottino 52’, 63’ Boer 90’ | Marcatori | 55’ (rig.) Salamina |

| Arbitro: | Vagge (Genova) |

|            |           |  |
| Crotti 55’ | Marcatori |  |

| Arbitro: | Canepa (Savona) |

|              |           |              |
| Gallotti 34’ | Marcatori | 30’ Bellolio |

#### Spareggio salvezza
| Genova 1 luglio 1923 Spareggio | Spezia          | 0 – 0 Ad oltranza | Derthona | \| Arbitro: \| ?.Gama[4] (Milano) \| |
| Arbitro:                       | ?.Gama (Milano) |                   |          |                                      |

| Arbitro: | A.Gama (Milano) |

|                            |           |                 |
| Viola 11’, 12’ Amadesi 35’ | Marcatori | 21’, 48’ Crotti |

## Statistiche

### Statistiche di squadra
| Competizione    | Punti | In casa | In casa | In casa | In casa | In casa | In casa | In trasferta | In trasferta | In trasferta | In trasferta | In trasferta | In trasferta | Totale | Totale | Totale | Totale | Totale | Totale | DR |
| Competizione    | Punti | G       | V       | N       | P       | Gf      | Gs      | G            | V            | N            | P            | Gf           | Gs           | G      | V      | N      | P      | Gf     | Gs     | DR |
| --------------- | ----- | ------- | ------- | ------- | ------- | ------- | ------- | ------------ | ------------ | ------------ | ------------ | ------------ | ------------ | ------ | ------ | ------ | ------ | ------ | ------ | -- |
| Prima Divisione | 19    | 11      | 4       | 3       | 4       | 16      | 12      | 11           | 2            | 4            | 5            | 13           | 19           | 22     | 6      | 7      | 9      | 29     | 31     | -2 |

### Statistiche dei giocatori
| Giocatore   | Prima Divisione | Prima Divisione |
| Giocatore   | Presenze        | Reti            |
| ----------- | --------------- | --------------- |
| M. Barbieri | 5               | 0               |
| A. Bellolio | 24              | 6               |
| Bisio       | 1               | 0               |
| P. Bonelli  | 18              | 0               |
| O. Bonzani  | 24              | 4               |
| C. Crotti   | 24              | 12              |
| A. Gambuti  | 24              | -34             |
| E. Gatti    | 21              | 0               |
| G. Gaviglio | 2               | 0               |
| C. Gianelli | 24              | 4               |
| N. Loiacono | 15              | 1               |
| A. Lotti    | 10              | 0               |
| M. Rabaglio | 24              | 0               |
| A. Re       | 24              | 0               |
| O. Salamina | 24              | 3               |